# Gustav Harteneck
Gustav Harteneck (* 27. Juli 1892 in Landau in der Pfalz; † 7. Februar 1984 in Großhesselohe) war ein deutscher General der Kavallerie. Im Zweiten Weltkrieg war er Kommandeur eines Kavallerieverbandes, der als der „letzte Reiter-Großverband der Kriegsgeschichte“ bezeichnet wird.

## Leben
Hartenecks militärische Karriere begann für einen späteren General ungewöhnlich. Er wurde 1912, im Alter von 20 Jahren, zum Landsturm ohne Waffe ausgemustert und begann daraufhin ein Studium der Medizin. Als Student wurde Harteneck Mitglied des AGV München.
Zu Beginn des Ersten Weltkriegs trat Harteneck am 7. April 1914 als Freiwilliger in das 3. Chevaulegers-Regiment „Herzog Karl Theodor“ der Bayerischen Armee ein und wurde Ende des Jahres als Fahnenjunker in das 5. Chevaulegers-Regiment „Erzherzog Friedrich von Österreich“ versetzt. Hier wurde er am 25. August 1915 ohne Patent zum Leutnant befördert. Zuletzt diente er bei der Kommandantur Kiew und wurde für seine Leistungen mit beiden Klassen des Eisernen Kreuzes, dem Militärverdienstorden IV. Klasse mit Schwertern sowie dem Österreichischen Militärverdienstkreuz III. Klasse mit Kriegsdekoration ausgezeichnet. Er diente im Krieg an vielen Fronten: Flandern, Polen, Pripjetsümpfe, Siebenbürgen, Rumänien, Ukraine, Kaukasus.
Nach dem Waffenstillstand von Compiègne, der Rückführung in die Heimat und der Demobilisierung, schloss Harteneck sich kurzzeitig dem Freikorps Bogendörfer an, mit dem er sich an der Niederschlagung der Münchner Räterepublik beteiligte. Im Anschluss daran in die Vorläufige Reichswehr übernommen, wurde Harteneck dem Infanterieführer 22 als Ordonnanzoffizier zugewiesen und Mitte August 1919 in das Reichswehr-Kavallerie-Regiment 21 versetzt. Noch vor der Bildung der Reichswehr kam er dann im Mai 1920 in das Reiter-Regiment 17, zu den sogenannten „Bamberger Reitern“. Hier folgte am 1. Mai 1923 seine Beförderung zum Oberleutnant und als solcher war Harteneck seit 19. April 1924 Führer des MG-Zuges. Ab 1. Oktober 1924 absolvierte er die Führergehilfenausbildung beim Wehrkreiskommando VI bzw. beim Stab der 6. Division. Nach einer kurzen Kommandierung zum 14. (Badisches) Infanterie-Regiment, wurde Harteneck am 1. Oktober 1926 in das Reichswehrministerium versetzt. Nach weiteren Verwendungen war er als Rittmeister vom 1. Oktober 1931 bis 30. Juni 1933 Lehrer an der Kavallerieschule Hannover. Anschließend zum Stab der 1. Kavallerie-Division versetzt, wurde er am 1. August 1934 Major und vierzehn Tage später in den Stab der 3. Division versetzt. Im Zuge der Erweiterung der Reichswehr wurde Harteneck ab dem 1. Oktober 1934 im Wehrkreis III als Erster Generalstabsoffizier des Befehlshaber im Wehrkreis III eingesetzt, später dann im III. Armeekorps. Am 1. März 1937 erfolgte die Beförderung zum Oberstleutnant i. G. Am 10. November 1938 wurde er Kommandeur des Kavallerie-Regiments 9 ernannt. In dieser Funktion folgte am 1. August 1939 die Beförderung zum Oberst i. G.
Mit der Mobilmachung zum Zweiten Weltkrieg wurde Harteneck Erster Generalstabsoffizier im Stab der 1. Armee. Am 10. November 1940 folgte er Generalmajor Hans Zorn als Chef des Generalstabes beim XXVII. Armeekorps nach. Am 26. Oktober 1941 wurde er Chef des Generalstabes der 2. Armee. Am 1. Februar 1942 stieg Harteneck zum Generalmajor auf. In dieser Eigenschaft wurde ihm am 20. März 1942 das Deutsche Kreuz in Gold verliehen und er avancierte am 1. April 1943 zum Generalleutnant. Ab 13. Februar 1944 verantwortete Harteneck die Neuaufstellung der Infanterie-Division Generalgouvernement. Diese wurde am 23. März 1944 in die 72. Infanterie-Division eingegliedert, mit Harteneck als Divisionskommandeur bis Mitte Juni 1944. Dann übernahm er die Führung über das I. Kavallerie-Korps, in dem er am 1. September 1944 zum General der Kavallerie befördert und der Kommandierender General wurde. Mit seinem Korps nahm er an Kämpfen im Nordabschnitt der Ostfront, in Ostpreußen und schließlich in Ungarn und der Ost-Steiermark teil.
Am 21. September 1944 wurde er ihm das Ritterkreuz des Eisernen Kreuzes verliehen. 1944 war das Kavalleriekorps Harteneck zunächst an den Grenzen Ostpreußens eingesetzt, bevor es für eine der letzten größeren Offensiven zum Schluss des Krieges an den ungarischen Plattensee verlegt wurde. Nach der Kapitulation geriet er in britische Gefangenschaft. Es gelang Harteneck in Verhandlungen mit englischen und amerikanischen Stellen zu erreichen, dass die beiden Kavalleriedivisionen und die 23. Panzerdivision des Korps nach Deutschland zurückkehren und die Pferde der Einheiten für die Landwirtschaft im US-amerikanisch besetzten Teil Deutschlands verwendet werden konnten.
1947 wurde er aus der Gefangenschaft entlassen und fand eine Anstellung an einem wissenschaftlichen Institut in München. Mit 70 Jahren ging er – mittlerweile Leiter der Literaturabteilung – in Pension.